# میشیما ۵۳۳۴
سیارک ۵۳۳۴ (به انگلیسی: 5334 Mishima، نامگذاری:1991CF) پنج هزار و سیصد و سی و چهارمین سیارک کشف شده‌است که در ۸ فوریه ۱۹۹۱ کشف شد.
قدر مطلق سیارک برابر ۱۳٫۴۰ است.